# Cinetorhynchus hawaiiensis
Cinetorhynchus hawaiiensis is een garnalensoort uit de familie van de Rhynchocinetidae. De wetenschappelijke naam van de soort is voor het eerst geldig gepubliceerd in 1998 door Okuno & Hoover.